# Bobolia, Prahova
Bobolia este un sat în comuna Poiana Câmpina din județul Prahova, Muntenia, România.
În 1831, Bobolia era un sat în plaiul Prahova, cu 35 de gospodării.
Bobolia este traversat de râul Prahova.